# El pensador
El pensador (francès: Le Penseur) és una de les escultures més famoses en bronze d'Auguste Rodin.
La peça, anomenada originalment El poeta, formava part d'una porta monumental pel Museu d'Arts Decoratives de París. Basat en La Divina Comèdia de Dante. Cadascuna de les estàtues representava un dels personatges principals del poema èpic. El pensador, en el seu origen, buscava representar Dante davant les Portes de l'Infern -el nom que Rodin va donar al portal del qual l'obra formaria part- ponderant el seu gran poema. L'encàrrec fou a nom d'Edmond Tusquet, sotssecretari d'Estat l'any 1880. Rodin volia imitar la Porta del Paradís de Ghiberti.
Hi ha més de vint versions de l'escultura en diferents museus arreu del món. Això es deu al fet que la tècnica de la fosa, la cera perduda, permet fer-ne còpies. Rodin rebé l'ajuda del seu deixeble Miguel, anomenat també l'Asturià.
Com que no fou acceptat a l'escola de belles arts, començà un viatge per Itàlia, 1876, que li brindà l'oportunitat d'estudiar a Donatello i Miquel Àngel. Aquest últim va exercir una gran influència en el francès, concretament en el tractament anatòmic i del material (cf. Esclaus de Miquel Àngel,1515).

## Origen

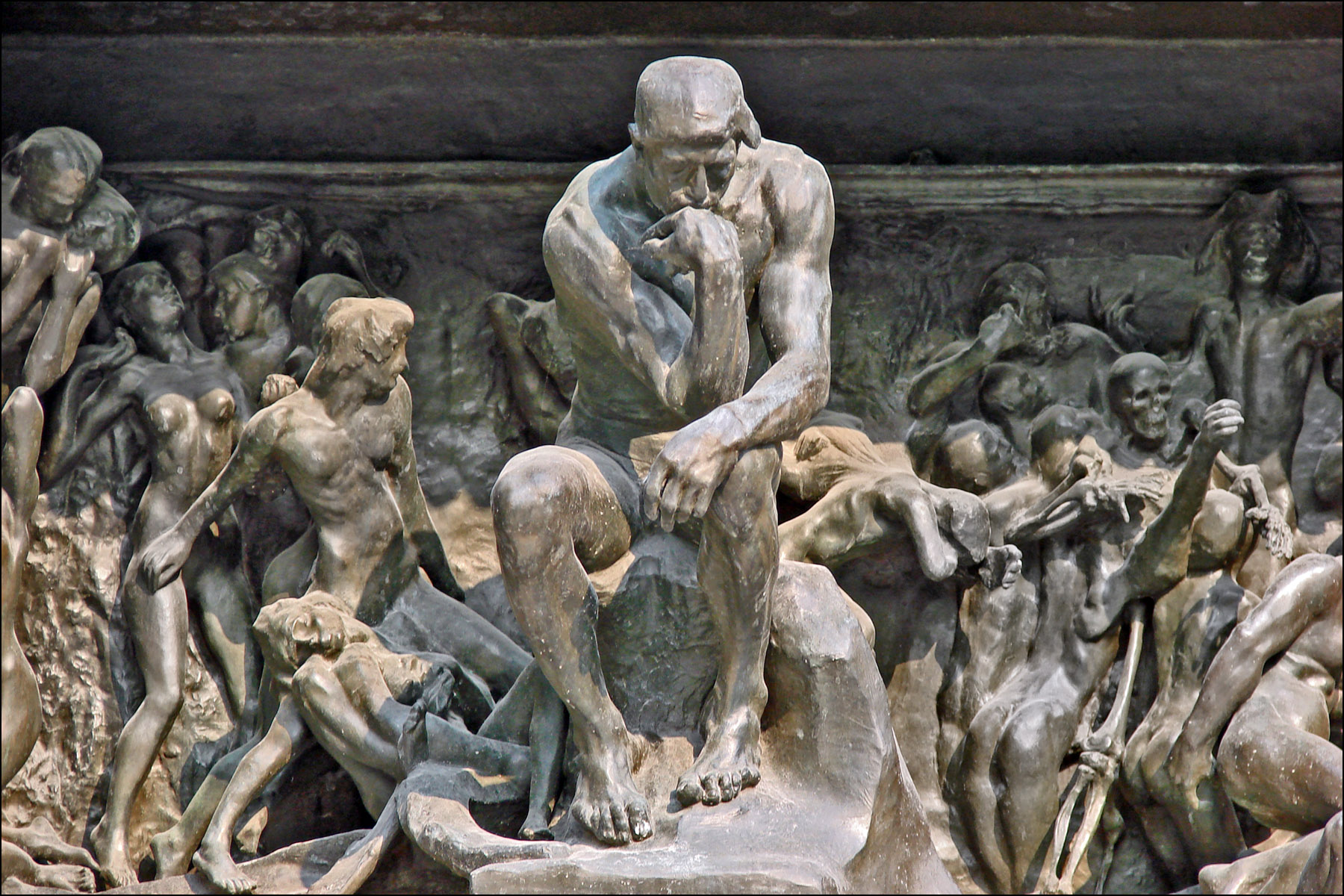
El pensador a Les portes de l'infern al Museu Rodin

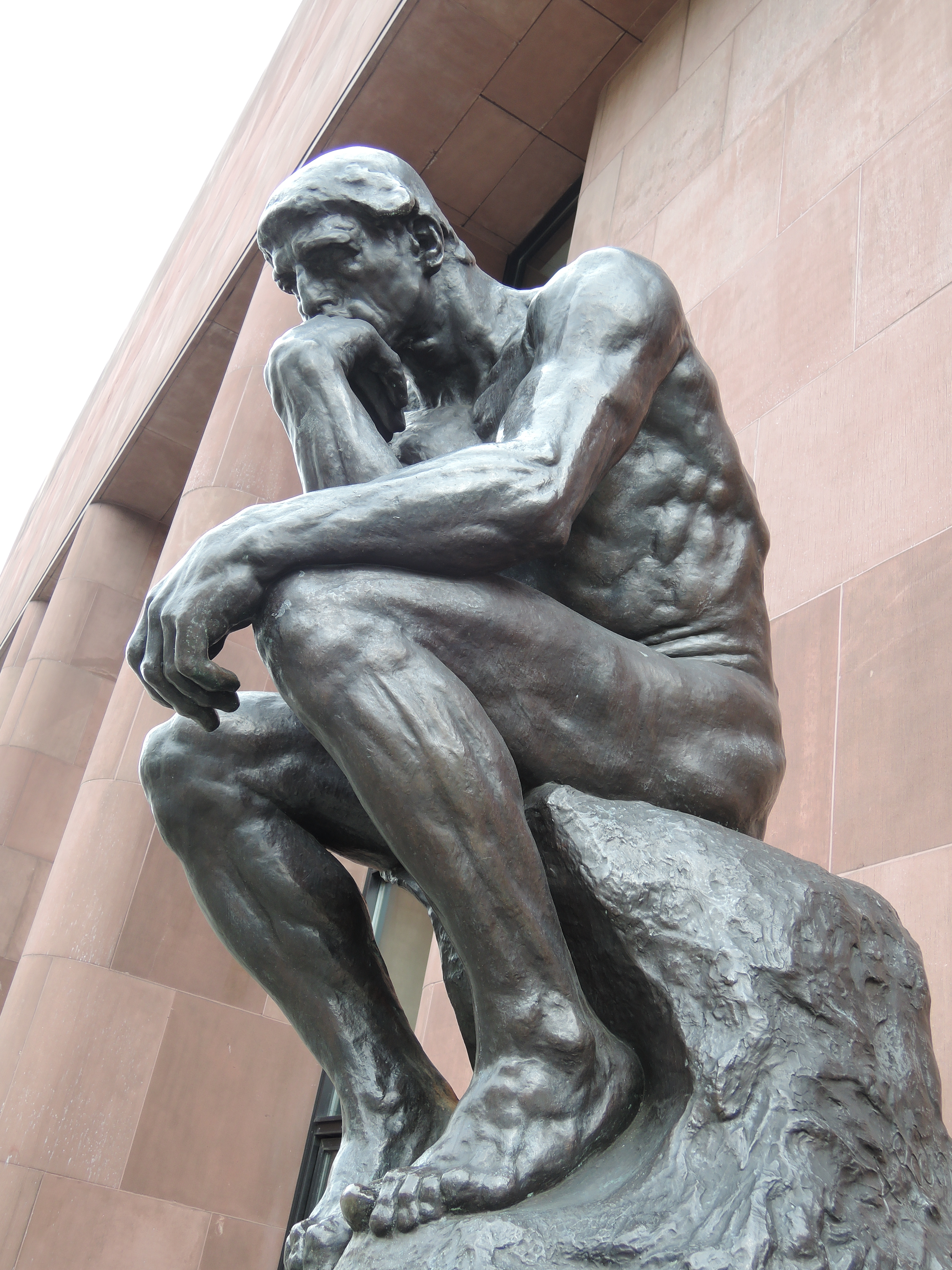
El pensador, 2014

El Pensador es deia inicialment El Poeta, i va formar part d'un gran encàrrec iniciat el 1880 per a un marc de porta anomenat Les Portes de l'Infern. Rodin es va basar en el poema de principis del segle XIV La Divina Comèdia de Dante Alighieri, i la majoria de les figures de l'obra representaven els personatges principals del poema amb El Pensador al centre de la composició sobre la porta i una mica més gran que la majoria de les altres figures. Alguns crítics creuen que originalment estava pensat per representar Dante a les portes de l'infern, reflexionant sobre el seu gran poema.
Altres crítics rebutgen aquesta teoria, assenyalant que la figura està nua mentre que Dante està completament vestit durant tot el poema, i que el físic de l'escultura no correspon a la figura efeminada de Dante. L'escultura és nua, ja que Rodin volia una figura heroica en la tradició de Miquel Àngel, per representar tant l'intel·lecte com la poesia. Altres crítics van arribar a veure l'escultura com un autoretrat. Aquest detall de les Portes de l'Infern va ser anomenat per primera vegada El Pensador pels treballadors de la foneria, que van notar la seva semblança amb l'estàtua de Lorenzo de' Medici, duc d'Urbino, de Miquel Àngel, anomenada Il Pensieroso (El Pensador).

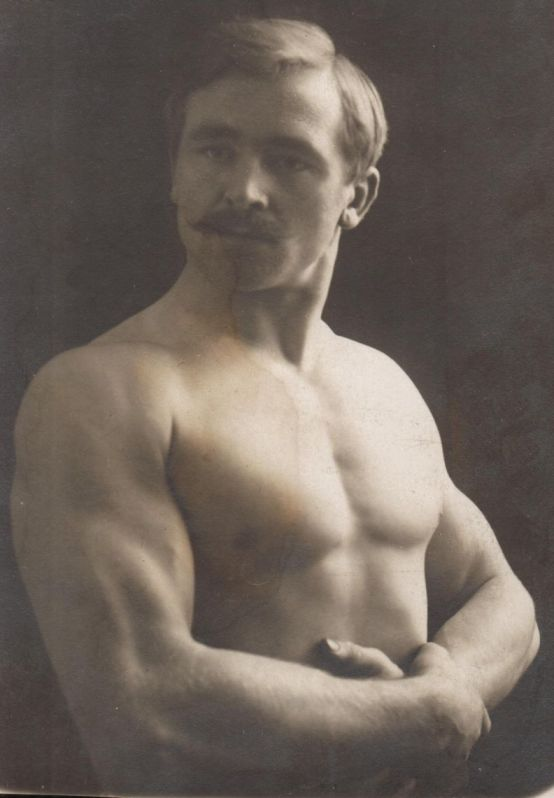
El model de Rodin, el boxejador Jean Baud

El model per a aquesta escultura, com per a altres obres de Rodin, va ser el musculós boxejador i lluitador francès Jean Baud, que apareixia principalment al barri vermell . Jean Baud també va aparèixer al bitllet suís de 50 francs de 1911 de Hodler.
L'original es troba al Museu Rodin de París. L'escultura té una alçada de 72 cm, estava feta de bronze i havia estat finament patinada i polida. L'obra representa una figura masculina nua de mida heroica, tensa, musculosa i interioritzada, que contempla les accions i el destí de les persones mentre està asseguda sobre una roca. Se'l veu inclinat, amb el colze dret recolzat sobre la cuixa esquerra, sostenint el pes de la barbeta sobre el dors de la mà dreta. La postura és de pensament profund i contemplació, i l'estàtua sovint s'utilitza com a imatge per representar la filosofia. Aquesta i moltes altres obres de Rodin van ser innovadores per al modernisme i van anunciar una nova era de creació artística tridimensional.
L'obra va ser ampliada el 1902 fins a una alçada de 181 cm. La versió monumental es va convertir en la primera obra de l'artista en un espai públic. La figura va ser dissenyada per ser vista des de baix i normalment es mostra sobre un pedestal força alt, tot i que les altures varien considerablement segons els diversos propietaris.

## Anàlisi
Un home nu, amb les mans, els braços i peus desmesurats està assegut en una roca, recolzant el cap en actitud contemplativa i de reflexió.
El més rellevant de l'escultura de Rodin és el tractament. Es considera una obra impressionista perquè la superfície no està polida, com si només s'insinués. Aquest modelatge irregular permet visualitzar la intensitat amb què pensa. És mitjançant el contrast que l'escultor juga per a crear espais de llum, i en conseqüència sensació de profunditat amb una superfície més rugosa en contraposició a les brillants on s'aprecia el non finito.
És una figura desproporcionada, i malgrat la reflexió, és un acte plàcid i quiescent, tot el cos està en tensió, i moviment, com si l'acte de reflexió comportés un esforç més enllà del mental, físic.
La figura és tancada, centrípeta, ja que els trets anatòmics es relacionen entre si. El rostre i els ulls són inexpressius i poc detallistes, com els cabells.

## Funció i significat
Fou dissenyada per a formar part del projecte de la porta monumental. Es conclou que té una execució impressionista dins una intenció simbolista, a la recerca d'un significat que va més enllà de la realitat visual. El simbolisme usa l'art com a mitjà d'expressió d'un fet interior, allunyant-se de la mimesi.
El pensador com a creador -que amb l'acte de la reflexió crea un estadi superior i immortal- ha estat una interpretació posterior sobre l'obra, que ha esdevingut tota una icona de la filosofia.

## Versions

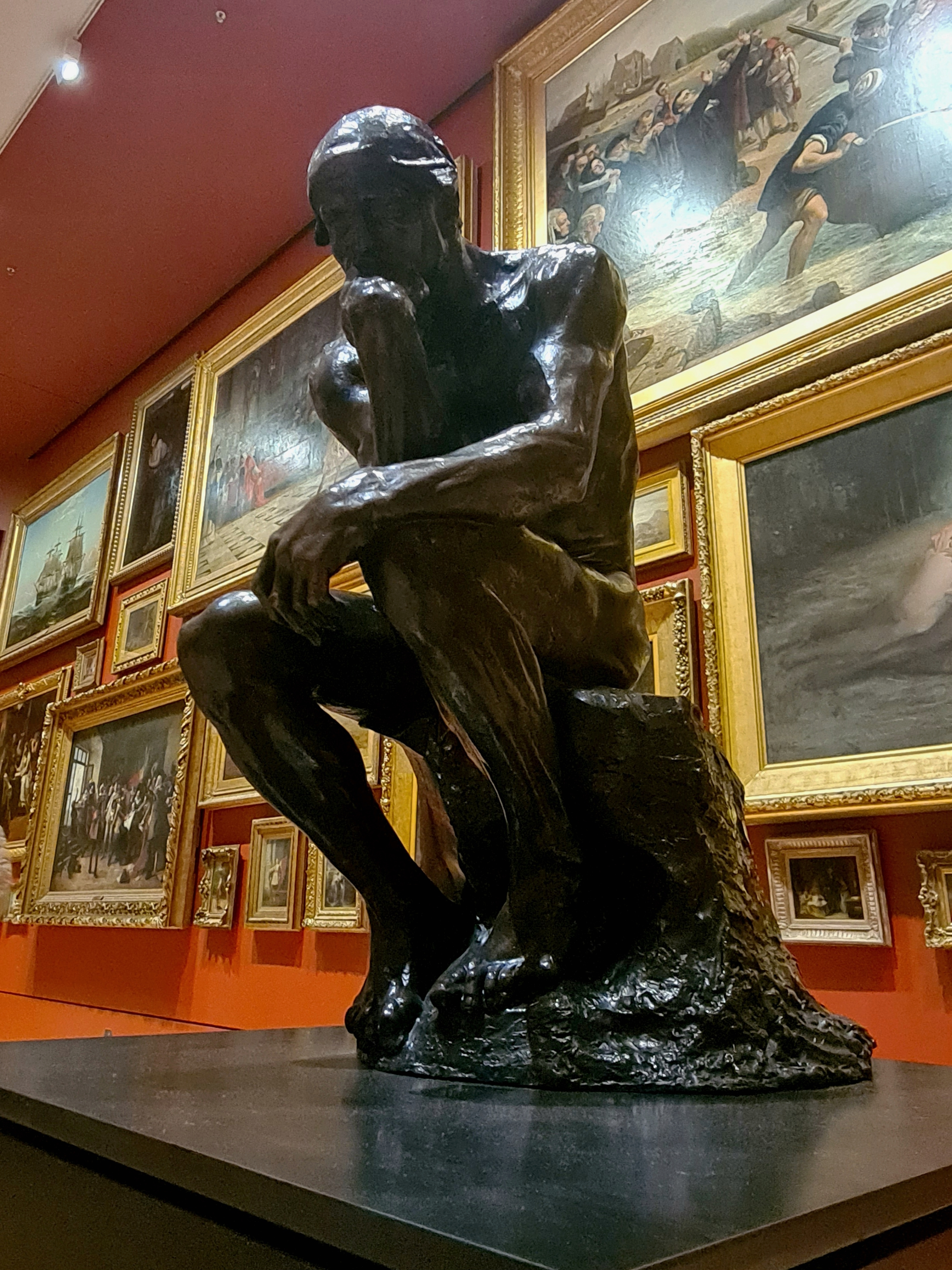
Primer motlle de bronze de El pensador (1884), National Gallery of Victoria, Melbourne, Austràlia

El Pensador ha estat creat en múltiples versions i es troba arreu del món, però la història de la progressió dels models als càstings encara no està del tot clara. Hi ha unes 28 motlles de bronze de mida monumental en museus i llocs públics. A més, hi ha escultures de diferents escales d'estudi i versions de guix (sovint pintat de bronze) tant en mides monumentals com d'estudi. Algunes peces de fosa més noves s'han produït pòstumament i no es consideren part de la producció original.
Rodin va fer la primera versió petita de guix al voltant de 1881. La primera versió en bronze es va executar el 1884 i es conserva a la National Gallery of Victoria de Melbourne, Austràlia. El primer model a escala real es va presentar al Saló de Belles Arts de París el 1904. Una subscripció pública va finançar una fosa de bronze, que va passar a ser propietat de la ciutat de París i es va col·locar davant del Panteó.  El 1922, el bronze original va ser traslladat al Museu Rodin.

## Mercat de l'art
El juny de 2022, un repartiment es va posar a la venda a Christie's de París amb una estimació de fins a 14 milions d'euros. El motlle es va fer cap al 1928 a la foneria Rudier, fundada per Alexis Rudier (1845–1897), que va treballar amb Antoine Bourdelle i Aristides Maillol.

## Rebuda
Max Linde va fer fondre una còpia de la monumental versió el 1904 i la va col·locar al jardí de la seva vil·la, Lindesche Villa. Allà Edvard Munch va pintar el seu quadre El pensador de Rodin al jardí del Dr. Linde, que ara es troba a la Behnhaus. El repartiment va anar més tard al Detroit Institute of Arts.

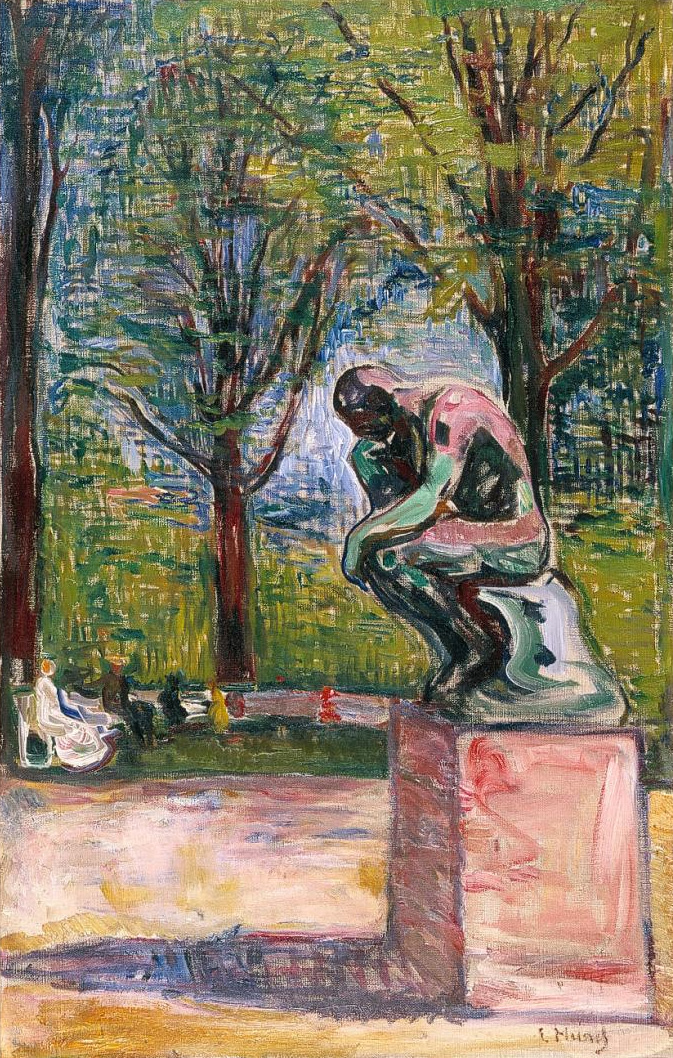
El pensador de Rodin (al parc de la Vil·la Lindesche amb la família al fons) d'Edvard Munch

A la seva pel·lícula El gran dictador , Charles Chaplin mostra la Venus de Milo i el Pensador de Rodin amb la modificació que els braços esquerres s'estenen en la salutació de Hynkel. Amb aquesta al·lusió a la salutació nazi, Chaplin aborda la integració de l'art en la Propaganda nacionalsocialista. A la pel·lícula Night at the Museum: Battle of the Smithsonian, els protagonistes es troben amb una estàtua del Pensador que ha cobrat vida. Quan li fan una pregunta, balbuceja: «Crec... crec... crec». Més endavant a la pel·lícula, flirteja amb una estàtua d'Afrodita. A Un funeral de mort, l'estàtua se cita com Alan Tudyk assegut nu en una teulada en un posat de pensar. A Midnight in Paris, l'aleshores primera dama francesa Carla Bruni va fer un cameo com a guia turística, explicant l'escultura del Pensador a un grup de visitants americans al jardí del Museu Rodin.
Al videoclip God Is a Woman de la cantant Ariana Grande, ella seu en la postura del Pensador mentre és atacada per homes petits i enfadats. Els llancen paraules extretes del llibre on són. No obstant això, aquests reboten a la cantant quan arriben a ella.
Com a part del projecte Stadt.Wand.Kunst iniciat a Mannheim per pintar cases de la ciutat amb pintures murals a gran escala (els anomenats murals) d'artistes nacionals i internacionals de l'escena de l'art urbà, es va reprendre l'obra El Pensador de Rodin i es va implementar el mural El Pensador Modern.

## Escultures similars
S'han representat representacions repetitives d'individus, tant masculins com femenins, en forma física mentre estan en procés de contemplació o dol.
El Pensador de Karditsa és una figureta d'argila neolítica trobada a la zona de Karditsa a Tessàlia, Grècia. Aquest artefacte únic, datat al voltant del 3900 aC, durant el Neolític final (4500–3300 aC), és una gran figureta d'argila massissa d'un home assegut. Malgrat una certa malaptesa en els detalls, dóna la impressió d'un home robust mirant cap amunt amb un posat viril. La figureta presenta característiques d'una escultura completament desenvolupada i es considera el major artefacte neolític trobat a Grècia. L'element itifàl·lic pronunciat, tot i que majoritàriament trencat, juntament amb la seva mida, suggereix un possible caràcter culte, possiblement representant una deïtat agrària associada amb la fertilitat de la terra.
El Pensador de Yehud és una estatueta arqueològica descoberta durant unes excavacions de recuperació a la ciutat israeliana de Yehud. La figureta, que es troba sobre una gerra de ceràmica en una postura que s'assembla a El Pensador, data de la Palestina de l'Edat del Bronze Mitjana II (c. 1800–1600 aC). Va ser trobat en una tomba acompanyat de diversos objectes, com ara dagues, puntes de llança, un cap de destral, un ganivet, dos ovelles mascles i un ase, tots probablement enterrats com a ofrenes. Després del seu descobriment, la gerra trencada va haver de ser estabilitzada i restaurada abans de ser exposada a les Galeries Cananees del Museu d'Israel de Jerusalem.
El pensador de Cernavodă, Romania, una escultura de terracota, i la seva contrapart femenina, La Dona Asseguda, són obres d'art de l'època calcolítica. La cultura Hamangia va produir aquestes escultures remarcables, i es creu que El Pensador és l'escultura prehistòrica més antiga que transmet l'autoreflexió humana en lloc dels temes artístics més comuns de la caça o la fertilitat. El descobriment de l'Home de Spong, que és la primera escultura anglosaxona coneguda d'una persona, es va trobar a l'altre extrem d'Europa, fa cinc mil·lennis. L'escultura té la forma d'una figura asseguda sobre una tapa de ceràmica d'una urna crematòria, semblant a una figura humanoide.
Mil anys més tard, Miquel Àngel va crear la tomba de Llorenç de Mèdici, duc d'Urbino, que es troba a la Basílica de Sant Llorenç de Florència, Itàlia. La tomba és una obra mestra escultòrica i va ser encarregada pel papa Climent VII per honorar la memòria del duc d'Urbino, membre de la poderosa família Mèdici de Florència. La tomba es considera una de les millors obres escultòriques de Miquel Àngel i va ser creada en l'estil manierista del Renaixement tardà. La tomba presenta una gran base rectangular, adornada amb relleus intricats i dues escultures, Crepuscle i Alba, que representen el cicle de la vida. La figura central de la tomba és una escultura del duc, que es representa com un pensador amb la cara a l'ombra i el colze recolzat sobre una guardiola, juntament amb una figura similarment musculosa i contemplativa amb la mà a la barbeta, tot i que la figura està asseguda en lloc de dreta com El pensador de Rodin. La tomba també inclou dues figures reclinades al sarcòfag que es creu que representen el Dia i la Nit.

## Galeria

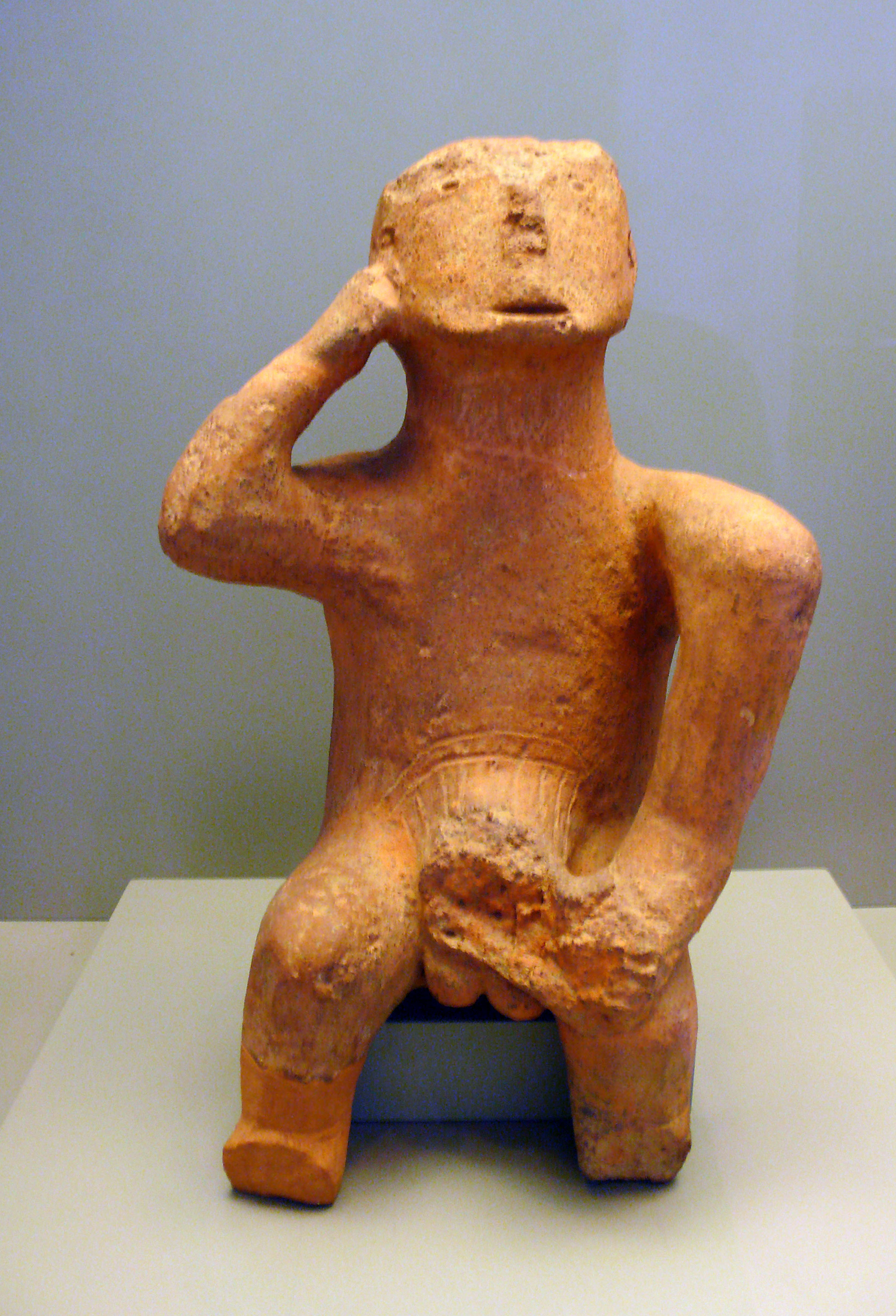
Pensador de Karditsa (4500–3300 aC)
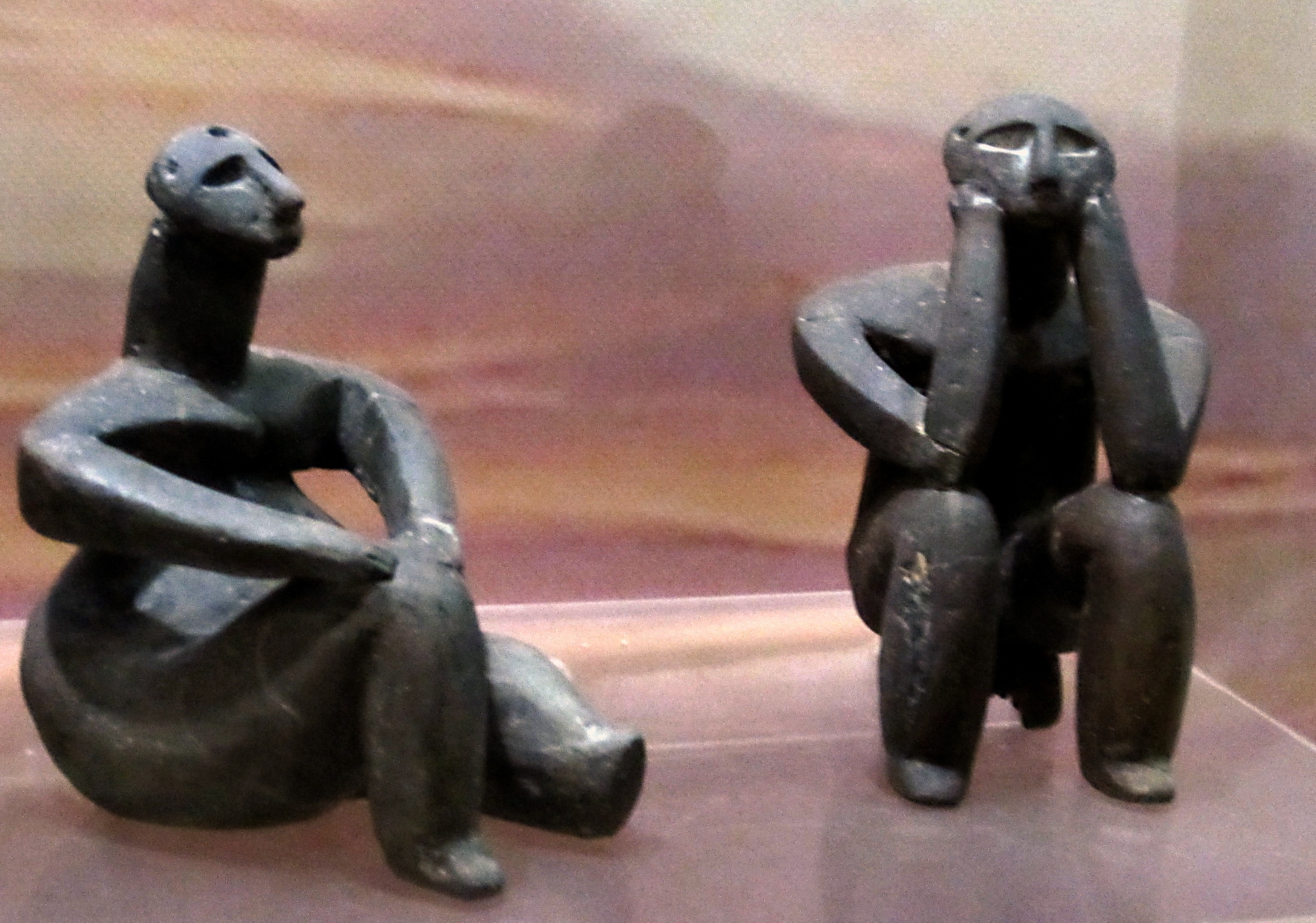
El pensador de Cernavodă
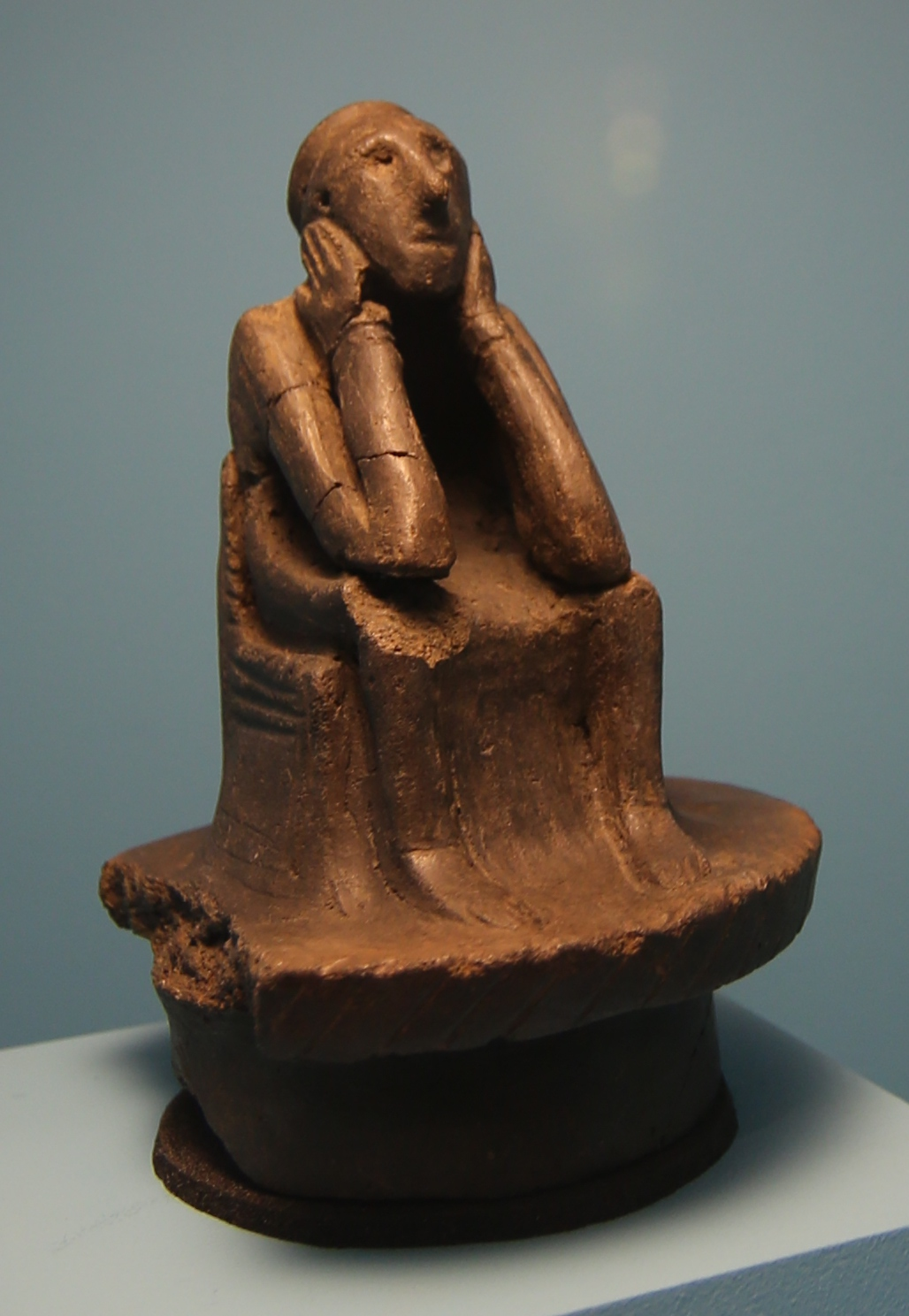
La tapa del Home Spong al Museu i Galeria d'Art del Castell de Norwich
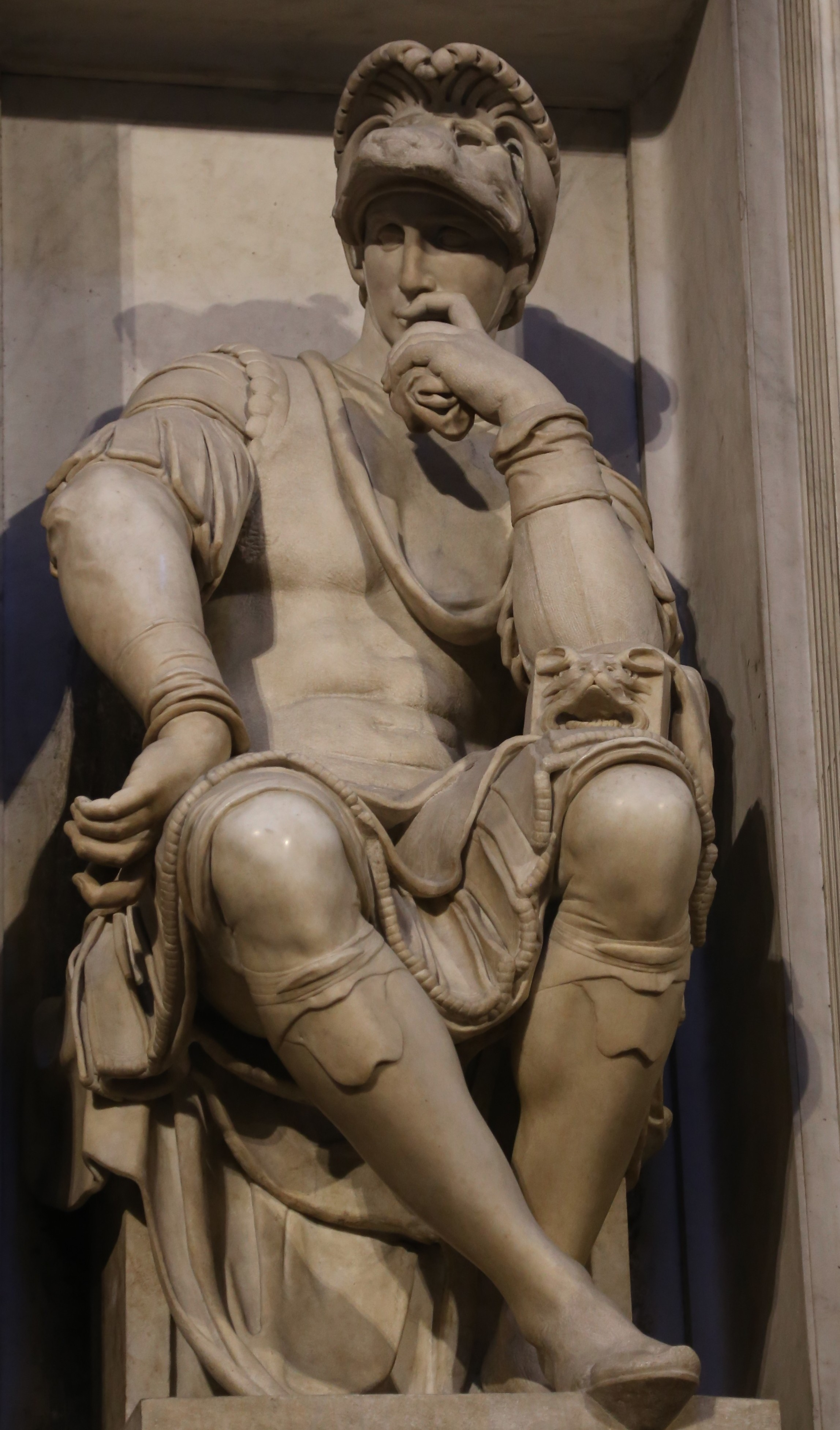
Llorenç II de Mèdici, de Miquel Àngel a la capella dels Mèdici, Florència